# 鉤町王邯
邯（?—?），西汉末新朝初句町国（今云南省广南县）王。
王莽篡汉之后，更改汉制，派五威将帅去西南夷，将鉤町王王改为鉤町侯。鉤町王邯不服。王莽示意牂柯郡大尹（汉之太守）周歆使诈杀死邯。邯的弟弟承起兵杀死周歆。西南夷群起反抗新朝，杀死益州郡大尹程隆。王莽派平蛮将军冯茂、更始将军廉丹，发兵二十万，打了九年，直到新朝灭亡，不能完全平定西南。
| 前任： 鉤町王禹 | 句町国王 10年代 | 繼任： — |